# Актоган (Меркенский район)
Актоган (каз. Ақтоған, до 199? г. — Большевик) — аул в Меркенском районе Жамбылской области Казахстана. Административный центр Актоганского сельского округа. Находится примерно в 6 км к западу от районного центра, села Мерке. Код КАТО — 315432100.

## Население
В 1999 году население аула составляло 2933 человека (1449 мужчин и 1484 женщины). По данным переписи 2009 года, в ауле проживало 2885 человек (1412 мужчин и 1473 женщины).